# Mel Watkins (économiste)
Pour les articles homonymes, voir Mel Watkins et Watkins.
Melville Henry Watkins (15 mai 1932 - 2 avril 2020) est un économiste politique et militant canadien. Il est professeur émérite d'économie et de sciences politiques à l'Université de Toronto et fondateur et dirigeant associé avec James Laxer (en) du mouvement The Waffle (en), groupe de l'aile gauche du Nouveau Parti démocratique et s'identifiant comme socialiste indépendant et nationaliste canadien,,,.

## Biographie
Né dans une ferme à McKellar (en) en Ontario,, Watkins étudie à l'université de Toronto avec le professeur Harold Innis dont la philosophie de pensée l'influence tout au long de sa vie. Il poursuit ensuite au Massachusetts Institute of Technology. Devenu professeur à l'université de Toronto en 1958, il publie un article nommé « A Staple Theory of Economic Growth » qui révise et met à jour la théorie d'Innis et l'amène au ministre des Finances fédéral de l'époque, Walter L. Gordon,.
Son action l'amène à s'impliquer en politique en participant au comité sur les investissements et les actifs canadiens à l'étranger. Alors demandé par le gouvernement Pearson, le comité émet le Watkins Report en 1968 dans lequel il est recommandé une régulation stricte des investissements étrangers au Canada.
Watkins fonde le Waffle avec plusieurs partenaires et émet le Manifesto for an Independent Socialist Canada (en) afin d'appeler à augmenter l'investissement et la propriété publique dans l'économie, ainsi que d'assurer une indépendance du Canada vis-à-vis les États-Unis. Le groupe est expulsé du NPD en 1972 et bien que Watkins supporte toujours le groupe, tente de former un nouveau parti de gauche. 
Après avoir passé quelque temps dans le nord canadien avec la nation dénés,,,, cette dernière l'engage comme conseiller économique dans leur délégation durant la Mackenzie Valley Pipeline Inquiry (en).
Durant les années 1980 et 1990, Watkins entre en opposition avec l'Accord de libre-échange canado-américain et ensuite l'Accord de libre-échange nord-américain.
Il tente à deux reprises de prendre le siège de député de Beaches—East York pour les Néo-démocrates en 1997 et en 2000, mais sans succès.
Watkins est nommé à l'Ordre du Canada en 2019.